# 웡곡

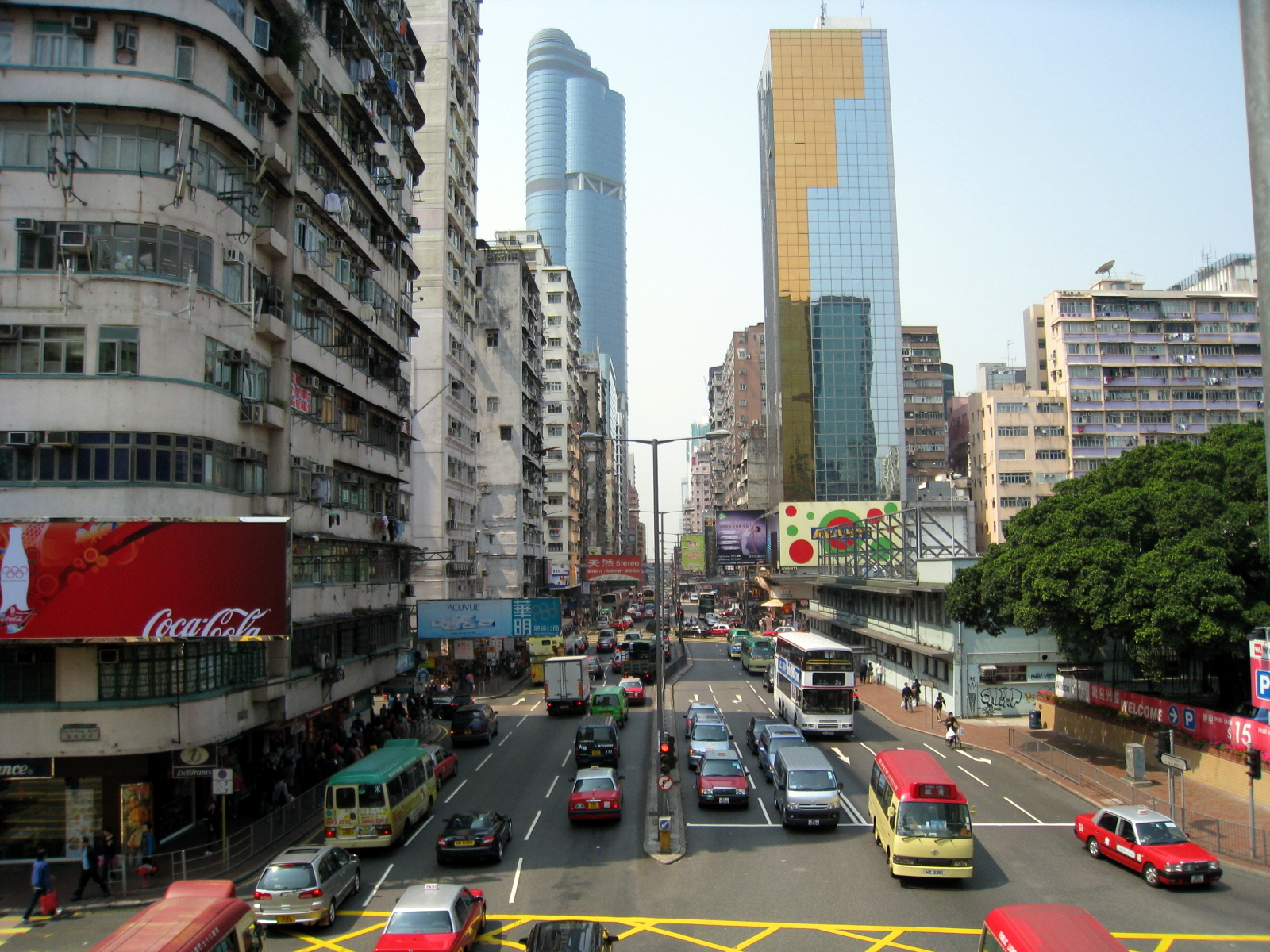
아가일 가(亞皆老街)

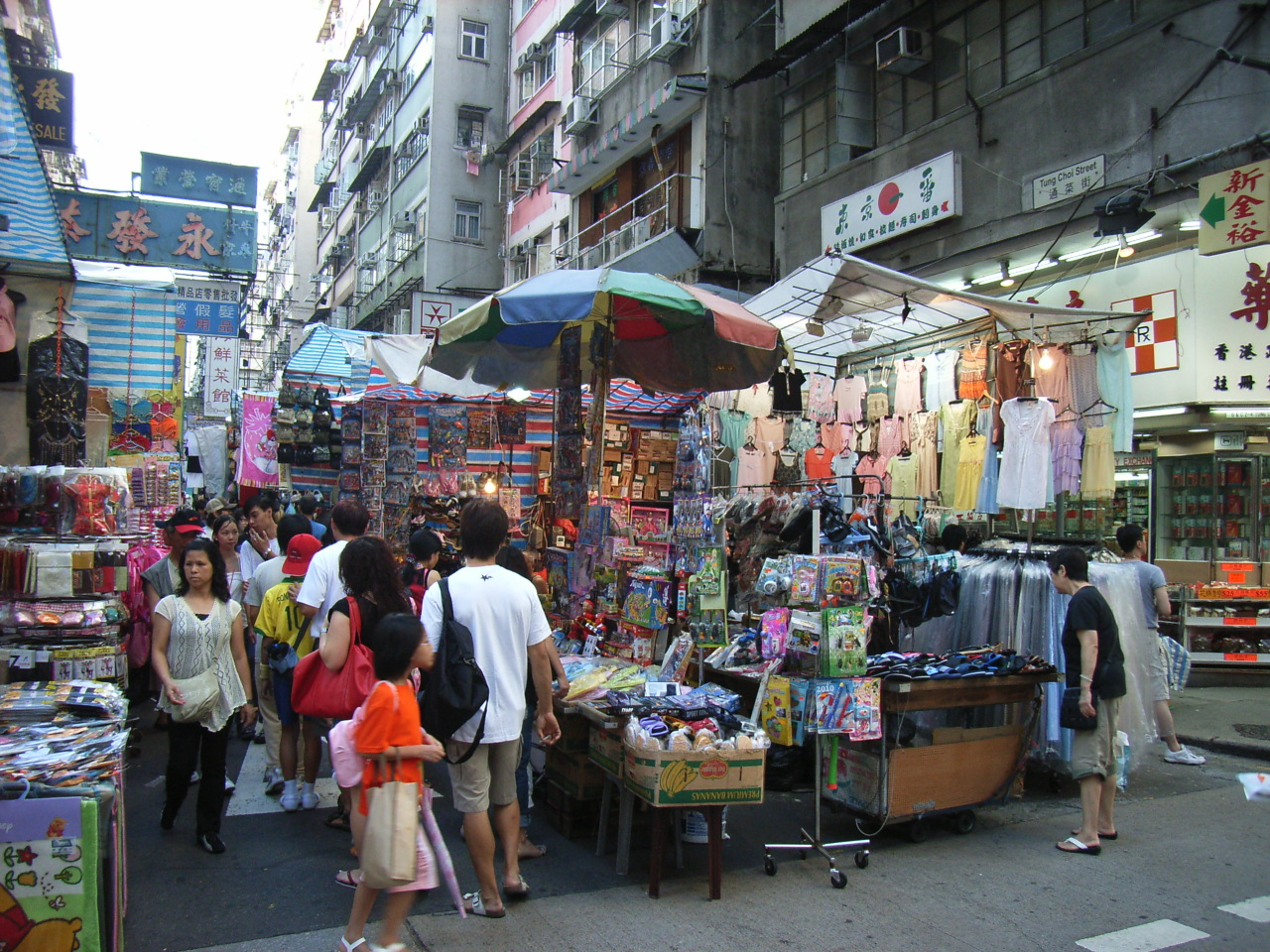
퉁초이 가(通菜街) (여인 거리)

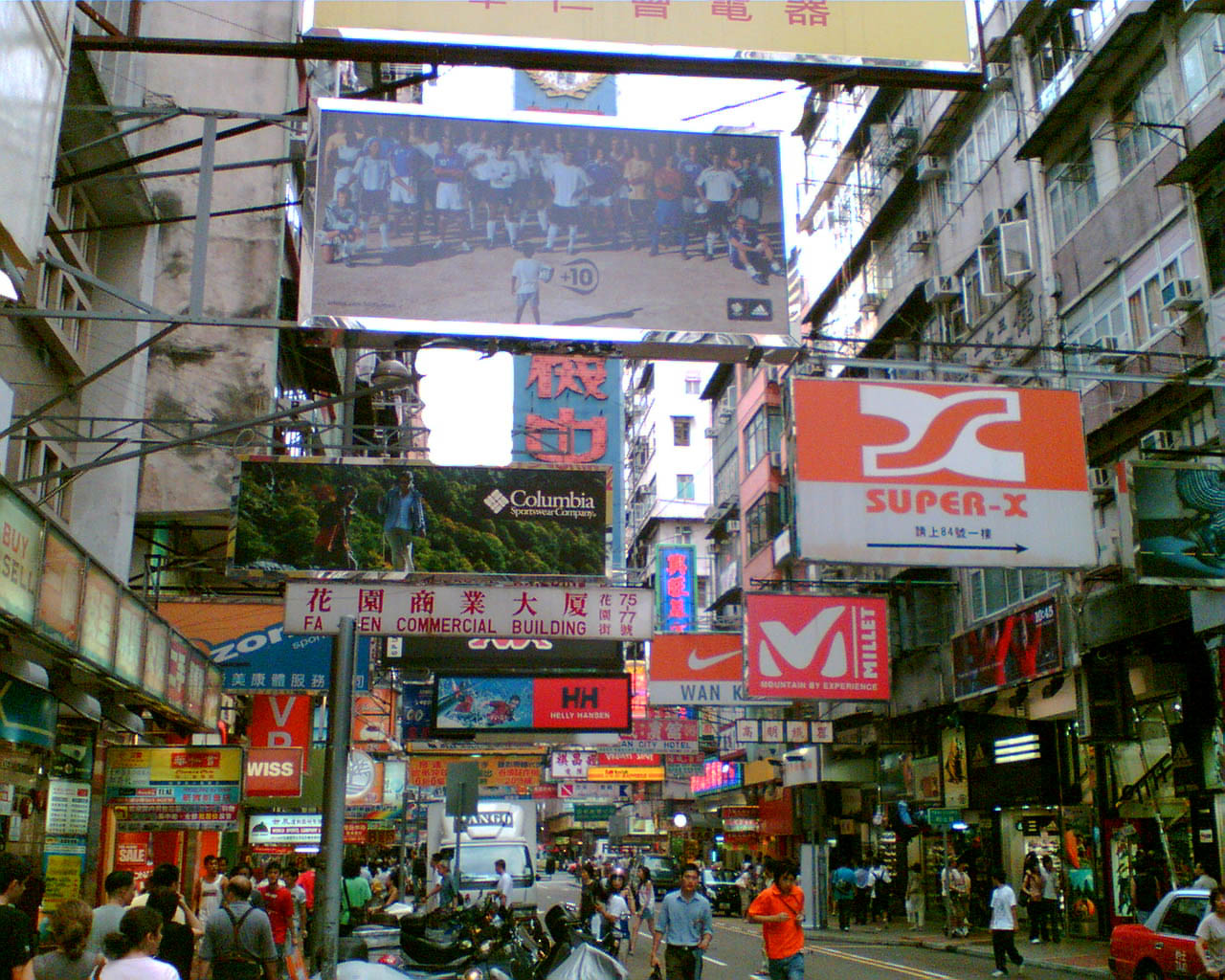
파윈 가(花園街)

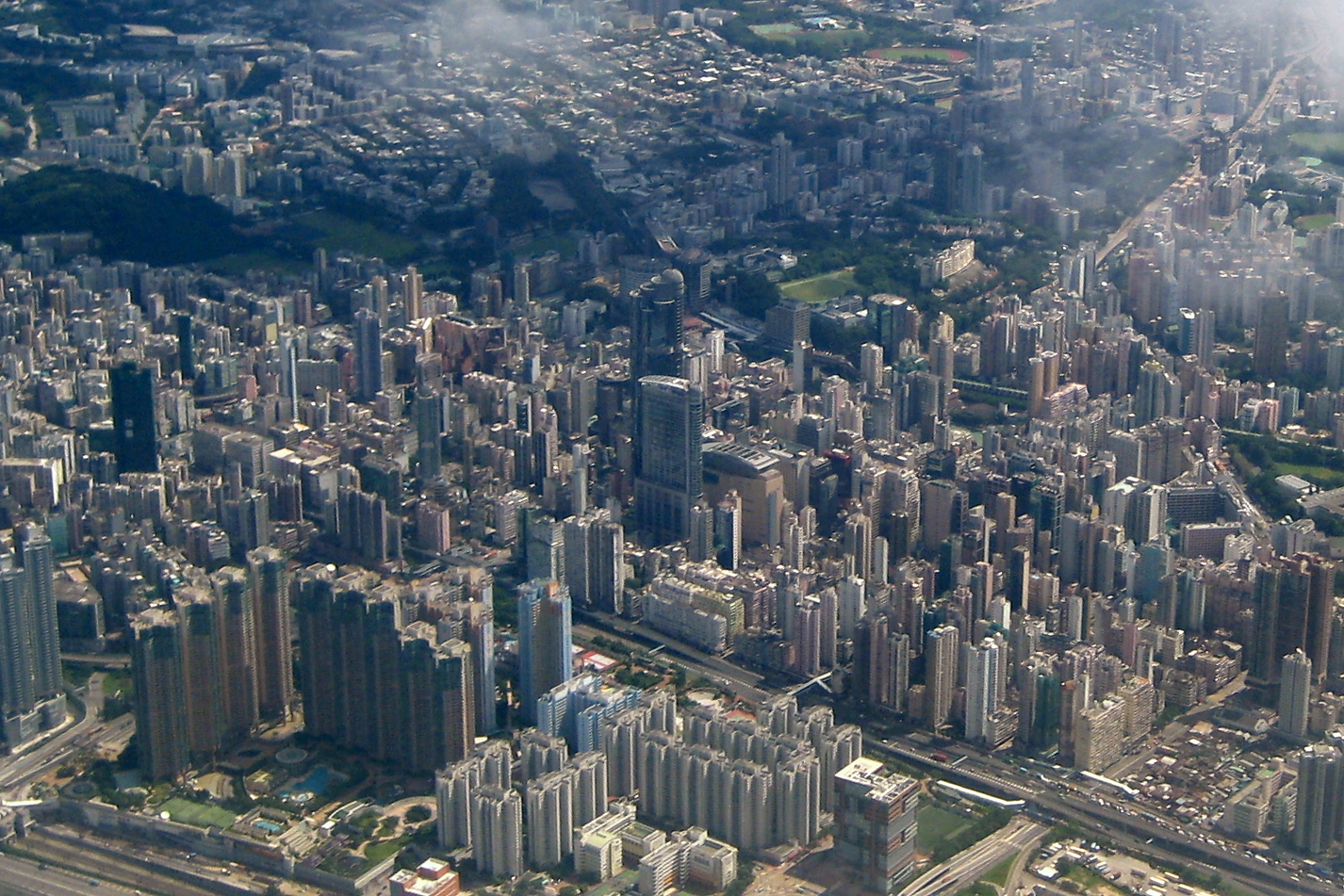
웡곡의 전경

웡곡(중국어: 旺角, 병음: Wàng jiǎo 왕자오[*], 광둥어: Wong6 Gok3) 또는 몽콕(영어: Mong kok)은 홍콩의 가우룽 북부의 야우짐웡구에 있는 번화가를 가리킨다.

## 개요
동쪽의 나단로(彌敦道)가 상가, 서쪽이 주택가의 성격을 가지고 있고, 지하철 (홍콩 지하철 췬완 선·군통 선·둥충 선)과 버스·소형 버스가 빈번히 지나고, 하루 종일 사람으로 넘치고 있다. 전자 상가와 교통의 요충지를 겸한 거리이다. 너얀 거리(女人街, 퉁초이가)가 있는 것으로도 알려져 있다. 웡곡은 세계에서도 인구밀도가 매우 높은 것으로도 알려져 평균 1km2당 13만 명이다.

## 역사
2004년 5월에 퉁초이가(通菜街)와 스유가(豉油街)가 교차하는 곳으로부터 2m의 깊이의 지반에 대량으로 후한이나 진나라, 당나라의 도기와 제도 공구가 출토되어, 이곳에 수천 년 전부터 사람이 거주하고 있었음이 밝혀졌다.
왕자오는 예전에는 광둥어로 몽곡(芒角)으로 불렸다. 홍콩으로 온 이민자들이 몽(芒)을 몽(望)으로 발음한 것에 의해, 1860년부터 현지를 통치하고 있던 영국 측이 몽콕(Mong Kok)이라고 표기했다. 현재의 지명은 1930년에 홍콩 정부가 개명한 것이다. 하지만 영어 이름은 Mong Kok으로부터 개명하지 않았다. 현재의 수상 생활자 중 일부는 몽곡(望角)으로 부르는 사람도 있다.
홍콩이 영국에 할양되고 나서 큰 발전을 이루어 여러 가지 물자의 교차점이 되어 갔다. 웡곡은 매립으로 만들어진 지역으로, 1950년대까지 해안에 있었지만 지금은 번화가와 주택지구로 구성된다.